# Başakşehir Arena
El Başakşehir Arena oficialmente Estadio Başakşehir Fatih Terim, es un estadio de fútbol ubicado en el distrito de Başakşehir en la ciudad de Estambul, Turquía. El estadio inaugurado en 2014 fue nombrado en honor del destacado futbolista y director técnico Fatih Terim, posee una capacidad para 18 000 personas y sirve al club İstanbul Başakşehir FK de la Superliga de Turquía. En la Liga Europa de la UEFA 2020-21 fue la casa del Qarabag FK debido al Conflicto del Alto Karabaj de 2020.